# Lista skrótowców przed imionami statków
Skrótowce przed imionami statków – przed imionami statków (cywilnych) podaje się niekiedy skrótowce charakteryzujące typ danej jednostki pływającej i pozwalające rozróżnić statki o identycznej nazwie (np. statek Bieszczady od jachtu Bieszczady). Dla okrętów wojennych stosuje się innego rodzaju oznaczenia.
Zapis samych skrótowców nie jest jednolity, na przykład statek motorowy (ang. motor ship) to zwykle MS, ale spotyka się także formy M/S, M.S., M/s i m/s.

## Oznaczenia międzynarodowe statków cywilnych
| Skrót (formy) | Znaczenie                                            | Polskie tłumaczenie                                                               |
| ------------- | ---------------------------------------------------- | --------------------------------------------------------------------------------- |
| AHTS          | anchor handling tug supply [vessel]                  | holownik do obsługi kotwic i zaopatrywania innych jednostek                       |
| COB           | container-oil-bulk [carrier]                         | ropomasowiec-kontenerowiec                                                        |
| DS            | drillship                                            | statek wiertniczy                                                                 |
| DSS           | deepwater semi-submersible                           | platforma wiertnicza półzanurzalna                                                |
| DSV           | diving support vessel (albo deep submergence vessel) | statek baza nurków (albo statek głębinowy)                                        |
| ERRV          | emergency response rescue vessel (stand-by vessel)   | statek ratowniczy szybkiego reagowania strzegący bezpieczeństwa platform morskich |
| HMHS          | her/his majesty hospital ship                        | brytyjski statek szpitalny                                                        |
| HSC           | high-speed craft                                     | szybki statek pasażerski                                                          |
| LNGC          | liquefied natural gas carrier                        | gazowiec LNG                                                                      |
| LPGC          | liquefied petroleum gas carrier                      | gazowiec LPG                                                                      |
| MF, m/f       | motor ferry                                          | prom motorowy                                                                     |
| MS, m/s       | motor ship                                           | statek motorowy                                                                   |
| MSY           | motor sailing yacht                                  | jacht żaglowo-motorowy                                                            |
| MT            | motor tanker                                         | zbiornikowiec motorowy                                                            |
| MV, m/v       | motor vessel                                         | statek motorowy                                                                   |
| MY, m/y       | motor yacht                                          | jacht motorowy                                                                    |
| NS            | nuclear ship                                         | statek o napędzie atomowym                                                        |
| OBO           | oil-bulk-ore, ore-bulk-oil [carrier]                 | roporudomasowiec (rudoropomasowiec)                                               |
| OPGC          | open-hatch general cargo [carrier]                   | drobnicowiec szerokolukowy (wielozadaniowy)                                       |
| OO            | oil-ore, ore-oil [carrier]                           | rudozbiornikowiec (rudotankowiec, roporudowiec, rudoropowiec)                     |
| PROBO         | product-oil-bulk-ore, product-ore-bulk-oil [carrier] | produktowiec-roporudomasowiec (wielozadaniowiec)                                  |
| PS            | paddle steamer                                       | parowiec kołowy (kołowiec parowy)                                                 |
| PSV           | platform supply vessel                               | zaopatrzeniowiec górnictwa morskiego                                              |
| RMS           | Royal Mail ship (albo Royal Mail steamer)            | statek poczty brytyjskiej (albo parowiec poczty brytyjskiej)                      |
| RRS           | royal research ship                                  | brytyjski statek badawczy                                                         |
| RV, r/v       | research vessel                                      | statek badawczy                                                                   |
| SRV           | seismic research vessel                              | statek do badań sejsmicznych                                                      |
| SS, s/s       | steam ship lub screw steamer                         | parowiec lub parowy statek śrubowy                                                |
| ST            | steam tug lub steam trawler                          | holownik parowy lub trawler parowy                                                |
| STS           | sail training ship                                   | żaglowiec szkolny                                                                 |
| SV, s/v       | sailing vessel                                       | żaglowiec                                                                         |
| s/y, s.y., SY | sailing yacht, steam yacht                           | jacht żaglowy                                                                     |
| TS            | turbine steamer lub training ship                    | parowiec turbinowy (turbinowiec parowy) lub statek szkolny                        |
| TSS           | turbine steam ship lub twin-screw steamer            | turbinowy statek parowy lub statek parowy dwuśrubowy                              |
| TT            | turbine tanker                                       | zbiornikowiec turbinowy                                                           |